# Смиров дол
Смиров дол е село в Западна България. То се намира в община Земен, област Перник. Представлява част от т.нар. район Краище, който обхваща област между няколко общини – Брезник, Трън, Трекляно и най-вече Земен. Населението се определя като граовци.

## География
Село Смиров дол се намира в планински район. То е типично нископланинско село, със смесен тип гора и канелено горска почва. Разделено на малки махали, развили се от различните родове, основали го назад във вековете. Смиров дол се намира недалеч от сръбската граница, в близост до град Земен на приблизително 12 km. Граничещите с него села са Калотинци и Долна Врабча.

## История
Според най-широко разпространената версия то е основано от бегълци от други близки населени места, през чумните епидемии по време на Турското властничество в България. Населението е изцяло българско, с източноправославно вероизповедание.

## Културни и природни забележителности
1. Манастир „Св. Пантелеймон“ осветен на 8 август 2015 г.[неработеща препратка]
2. Паметник на загиналите от войните 1912 – 1913 г.
3. Останки от църковен комплекс от Възраждането.
4. Автентична чешма за пране и водопой на добитък

## Други
Празникът на Смиров дол се чества на Спасовден